# Heliodoro de Almeida Franco
Heliodoro Maria de Almeida Franco, mais conhecido por Actor Heliodoro (Porto, 26 de dezembro de 1835 - Lisboa, 17 de julho de 1875), foi um ator de teatro português do século XIX.

## Biografia
Nasceu a 26 de dezembro de 1835, na Rua de Santo António do Penedo, na freguesia da Sé do Porto, filho de Manuel Joaquim de Almeida Franco, natural de Azurara, do concelho de Vila do Conde e de sua mulher, Ana Carolina de Almeida, natural do Porto.
Começou a sua carreira na Invicta, na Companhia de Emília das Neves, que lhe era muito afeiçoada e consigo o levou a uma digressão ao Brasil. Ao regressar a Lisboa, entrou para o Teatro Nacional D. Maria II, tornando-se em pouco tempo num distinto ator, ganhando fama junto do público. Destacou-se nos papéis das seguintes peças: "Conde d'Alva" em Pátria, "Miguel de Vasconcellos" em Louco de Évora, "Luís XIII" em Marion Delorme, "Armand Duval" em Dama das Camélias, "Rei Filipe" em Joana, a Doida, uma substituição do Actor Tasso em Jogo, entre outros. No entanto, o seu maior papel foi o de "Gladiador de Ravena", na peça do mesmo nome. Na biografia de Emília das Neves, comentou-se o seguinte, acerca da sua prestação: "Heliodoro foi admiravelmente, e com especialidade na ultima scena do 3.º acto, em que arrancou da platéa enthusiasticos applausos. Ha muito que não tinhamos visto um papel d'aquella força desempenhado por actor portuguez com tanto vigor e consciencia."
Contracenou ao lado de outras figuras célebres do seu tempo, como António Pedro, Emília Adelaide, Teodorico Baptista da Cruz, César de Lima, Virgínia Dias da Silva, Gertrudes Rita da Silva, Emília Cândida, Amélia Vieira, José Carlos dos Santos, Eduardo Brazão, João Gil e Carolina Falco, os quais fizeram todos parte da mesma companhia, que explorava o D. Maria II à época do seu falecimento.
António de Sousa Bastos descreveu-o da seguinte forma, em 1898: "Heliodoro tinha um aspecto magestoso, um gesto largo e uma figura imponente, que muito o auxiliavam. A sua perda foi bastante sensivel para o theatro. Era intelligente, consciencioso e amava a sua profissão."
Foi casado com Emília Rosa Alves, também natural do Porto, com quem casara a 22 de maio de 1864 na Igreja de Santo Ildefonso, naquela cidade, onde residiu na Rua de Santo Ildefonso. Em Lisboa, viveu no prédio número 126 da Rua da Condessa, na freguesia do Sacramento. Em 1866, foi padrinho de um filho do ator Abel Augusto da Costa, a quem foi dado o seu nome.
Padecedor de tuberculose pulmonar há vários anos, foi internado no Hospital de São José, a 12 de julho de 1875, local onde viveu os últimos dias da sua vida, em enfermaria de primeira classe. Acabou por falecer às 17 horas de 17 de julho, aos 39 anos de idade. Ao seu funeral concorreu um grande número de pessoas. Jaz no Jazigo dos Artistas Dramáticos, no Cemitério dos Prazeres.
O periódico Diário Illustrado, refere, em edição de 18 de julho de 1875, a propósito da morte do ator: "Fica devoluto um lugar distinto no teatro nacional".